# BHLS
Il BHLS, sigla di Buses with a High Level of Service ("autobus con alto livello di servizio" in inglese), è una specifica azione di ricerca promossa dall'Unione europea nell'ambito del sistema di trasporto pubblico del tipo Bus Rapid Transit, caratterizzato da un forte grado di separazione dalla sede viaria, con prestazioni più elevate rispetto alle tradizionali linee di autobus esercitate in sede promiscua.

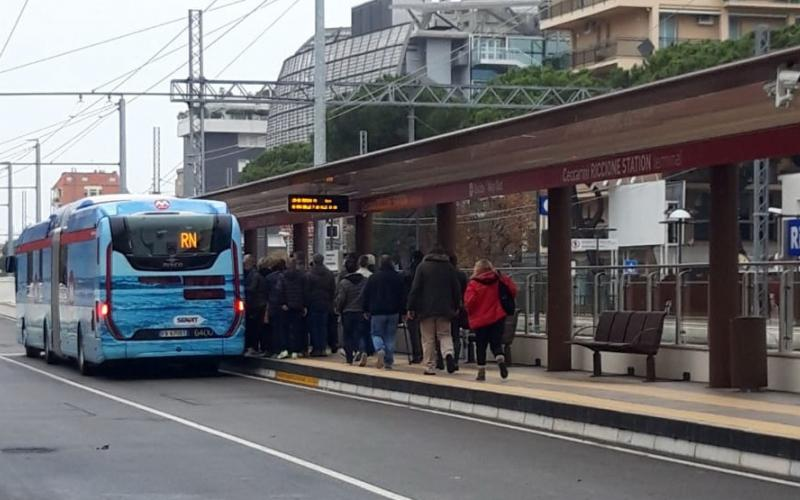
Metromare, tra Rimini e Riccione.

## L'Europa e il BHLS
In molte città europee e nei più recenti documenti (e relative decisioni), della Unione europea, al fine di migliorare la complessiva sostenibilità delle aree urbane vengono spinti concetti innovativi quali i corridoi protetti a priorità per il trasporto pubblico locale (TPL) indicati in letteratura come Bus Rapid Transit (BRT) e come Quality Bus Corridor in Gran Bretagna e Irlanda, Bus à Haut Niveau de Service in Francia, Trunk Line in Svezia ecc. Per una maggiore comprensione delle tendenze in atto e per la promozione di un'immagine positiva del trasporto pubblico urbano esercito con linee di bus, l'Unione europea ha promosso una specifica azione di ricerca nell'ambito del programma cost (cost Action tu603) denominata Buses with a High Level of Service (BHLS). L'azione, che coinvolge 14 paesi europei, è partita nell'ottobre 2007 e si è conclusa nell'ottobre 2011.

## Il termine BHLS
Nel 2005 il gruppo di lavoro francese diretto dal CERTU (Centro Studi reti, i trasporti, la pianificazione urbana e costruzione del Dipartimento di Ecologia, sviluppo sostenibile e della pianificazione territoriale della Repubblica Francese) ha definito un proprio concetto di Bus Rapid Transit, basandosi su iniziali esperienze locali (la «nuova città» di Évry negli anni settanta, il sistema Trans-Val-de-Marne per l'Area metropolitana di Parigi iniziato nel 1993, Teor a Rouen nel 2001) e adattando l'approccio BRT all'ambiente urbano e alla cultura del trasporto francese. A testimonianza di questo adattamento è stata coniato il termine «BHLS - Bus High Level Service» per indicare un sistema con un forte grado di separazione della sede viaria, con prestazioni, quali frequenza, velocità commerciale e comfort più elevate rispetto alle tradizionali linee di bus esercite in sede promiscua. Di fatto in Francia le BHLS stanno diventando l'elemento fondamentale del trasporto pubblico locale che permette sia di ottenere maggiori vantaggi in termini di velocità e regolarità del servizio, che di ridistribuire lo spazio disponibile fra modelli di trasporto alternativi (a piedi e in bicicletta).

## Applicazione dei sistemi BHLS in Europa

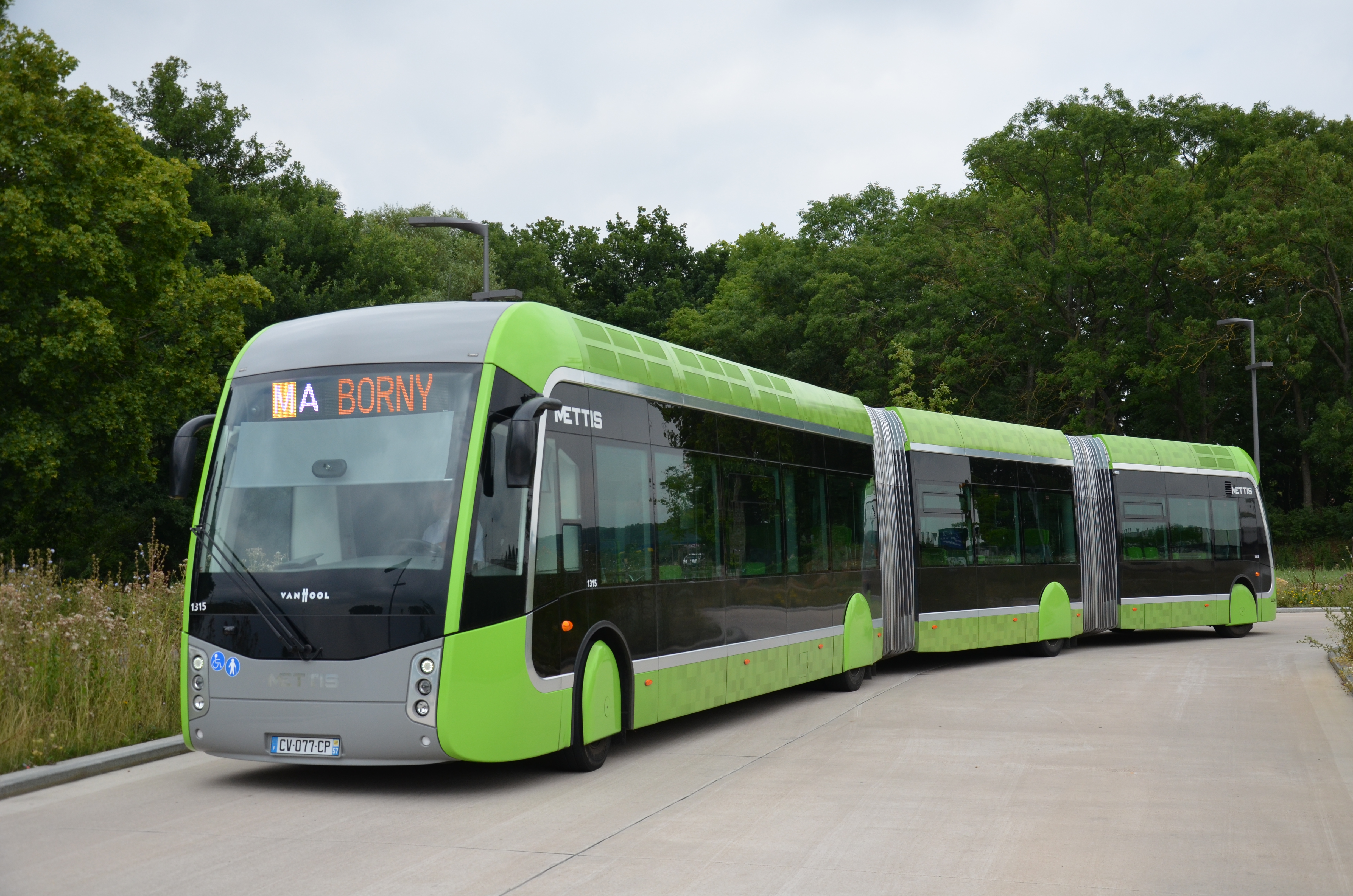
Il BHLS "Mettis" di Metz, Francia.

Sistemi BHLS sono presenti anche nei Paesi Bassi (Amsterdam 2001, Eindhoven 2005), nel Regno Unito (Leeds 1998, Cambridge 2009), Svezia (Göteborg 2003) ed in Spagna (Castellón 2008). Inoltre sono presenti sistemi definiti come BHLS lite (con livelli di implementazione differenti dipendenti dalle tipologie ed elementi realizzati) quali i blue-bus di Stoccolma (Svezia) dal 1999, i Lianes di Digione (Francia) dal 2004 e la Linea Alta Mobilità in Italia (Prato, Brescia, Pisa, Livorno).
Nelle più grandi città europee (con più di un milione di abitanti), le reti di metropolitana e tramvie sono già piuttosto sviluppate lungo le arterie principali, mentre i sistemi BHLS consentono lo sviluppo di una struttura gerarchica della rete di autobus (il progetto MBus di Madrid, le linee Cristalis di Lione, i blue buses di Stoccolma, il MetroBusse di Amburgo, la Jokeri-line di Helsinki, e lo Zuidtangent di Amsterdam). Nelle aree urbane (da 300 000 a un milione di abitanti) i sistemi BHLS vengono integrati ai principali sistemi di masstransit, con uno status equivalente a quello di una tramvia (il BusWay a Nantes, Teor a Rouen) o possono creare un servizio di raccordo per un sistema di rapid transit più avanzato per servire le periferie (ad esempio, a Tolosa con le corsie riservate). Nelle aree urbane più piccole (Castellón, Nîmes, Metz, Jönköping, Lund, Utrecht etc.), i sistemi BHLS costituiscono invece l'asse centrale della rete di trasporto pubblico, permettendo il rinnovamento dell'area urbana e creando un effetto di trasporto rapido dal quale trae beneficio l'intera città e l'intero sistema.